# Metídrion
Metídrion  (grec antic: Μεθύδριον, Methýdrion 'entre aigües') era el nom d'una ciutat situada al centre d'Arcàdia a uns 170 estadis al nord de Megalòpolis, entre els rius Maleta i Milaont, d'on li venia el nom, segons que diu Pausànies.
Segons la tradició la va fundar Orcomen, un dels vint fills de Licàon. Els seus habitants van ser traslladats a Megalòpolis quan es va fundar aquesta ciutat l'any 370 aC, i mai va recuperar la seva antiga població. Estrabó la situa entre les ciutats d'Arcàdia que havien romàs deshabitades, però Pausànies encara hi va trobar un petit llogaret habitat, i descriu un temple de Posidó Hipí, a la riba del Milaont. També parla d'un turó anomenat Taumàsion, on hi havia una cova, i segons la llegenda allà es va refugiar Rea quan estava prenyada de Zeus. A la rodalia hi havia una font anomenada Nimfàsia. D'aquesta ciutat també en parlen Tucídides, Polibi, Plini el Vell i Esteve de Bizanci.
Correspon a unes ruïnes al sud-est de la vila de Nemnitsa, que el 1927 fou reanomenada Μεθύδριο (Methýdrio) en record de l'antiga ciutat.